# クロジーア
クロジーア（イタリア語: Crosia）は、イタリア共和国カラブリア州コゼンツァ県にある、人口約9,900人の基礎自治体（コムーネ）。

## 地理

### 位置・広がり

#### 隣接コムーネ
隣接するコムーネは以下の通り。
- カロペッツァーティ
- コリリアーノ＝ロッサーノ

## 行政

### 分離集落
クロジーアには、以下の分離集落（フラツィオーネ）がある。
- Fiumarella, Mirto, Pantano, Sorrenti